# Palpares zebratus
Palpares zebratus är en insektsart som beskrevs av Jules Pièrre Rambur 1842. Palpares zebratus ingår i släktet Palpares och familjen myrlejonsländor. Inga underarter finns listade i Catalogue of Life.